# 세줄무늬땅다람쥐
세줄무늬땅다람쥐(Lariscus insignis)는 다람쥐과에 속하는 설치류의 일종이다. 인도네시아와 말레이시아, 태국에서 발견된다.